# Tituly a vyznamenání Joachima von Ribbentropa

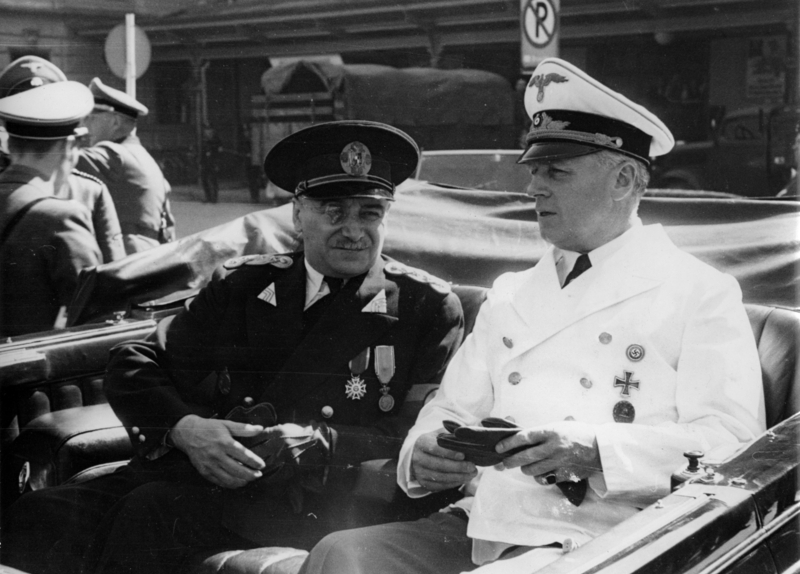
Joachim von Ribbentrop (vpravo) v uniformě zdobené Zlatým stranickým odznakem NSDAP, Železným křížem a Odznakem za zranění

Německý politik a ministr zahraničních věcí za druhé světové války Joachim von Ribbentrop, celým jménem Ulrich Friedrich Wilhelm Joachim von Ribbentrop, obdržel řadu německých i zahraničních řádů a medailí.

## Vojenské hodnosti
- Leutnant
- Oberleutnant
- SS-Standartenführer – 30. květen 1933
- SS-Oberführer – 20. duben 1935
- SS-Brigadeführer – 18. červen 1935
- SS-Gruppenführer – 13. září 1936
- SS-Obergruppenführer – 20. duben 1940

## Vyznamenání

Erb Joachima von Ribbentropa jakožto rytíře Řádu Isabely Katolické

### Německá vyznamenání
- Železný kříž I. třídy – Prusko, 1917
- Železný kříž II. třídy (první světová válka), Prusko
- Hanzovní kříž (první světová válka), Hamburk
- rytířský kříž II. třídy Řádu bílého sokola s meči (první světová válka), Sasko
- rytířský kříž II. třídy Sasko-coburského arnošťského domácího řádu s meči (první světová válka)
- Kříž Friedricha Augusta II. třídy (první světová válka), Oldenbursko
- Odznak za zranění v černém – 1918
- Kříž cti s meči
- Válečný záslužný kříž I. třídy bez mečů
- Válečný záslužný kříž II. třídy bez mečů
- Záslužný řád Německého orla – 1938
- Zlatý stranický odznak NSDAP
- Čestný prýmek starého bojovníka
- Sudetská pamětní medaile
- Medaile za Anschluss
- Gdaňský kříž I. třídy
- Gdaňský kříž II. třídy
- Německé olympijské vyznamenání I. třídy
- Služební vyznamenání NSDAP ve stříbře
- Dienstauszeichnung der NSDAP Služební vyznamenání NSDAP v bronzu

### Zahraniční vyznamenání
- Bulharsko
  -  Královský řád svatých Cyrila a Metoděje
- Finsko
  -  velkokříž Řádu bílé růže
- Italské království
  -  rytíř Řádu zvěstování – 22. května 1939[1]
  -  rytíř velkokříže Řádu svatých Mořice a Lazara –1939
  -  rytíř velkokříže Řádu italské koruny – 1939
- Kuba
  -  Řád Carlose Manuela de Céspedes – 1938[2][3]
- Maďarské království
  -  velkokříž Královského uherského řádu svatého Štěpána
- Osmanská říše
  -  Železný půlměsíc (první světová válka)
- Rumunsko
  -  velkokříž Řádu Karla I. – 1942
- Sovětský svaz
  -  Leninův řád[4]
- Španělsko
  -  velkokříž s řetězem Řádu Isabely Katolické – 1939
  -  velkokříž Řádu jha a šípů –  28. května 1940 – udělil Francisco Franco[5]